# Муравня
Муравня (укр. Муравня) — село в Пулинском районе Житомирской области Украины, основано в 1937 году.
Код КОАТУУ — 1825485202. Население по переписи 2001 года составляет 76 человек. Почтовый индекс — 12025. Телефонный код — 4131. Занимает площадь 0,587 км².

## Адрес местного совета
12085, Житомирская область, Пулинский р-н, с. Тетерка, ул. Ленина, 35